# Improphantes holmi
Improphantes holmi là một loài nhện trong họ Linyphiidae.
Loài này thuộc chi Improphantes. Improphantes holmi được Torbjörn Kronestedt miêu tả năm 1975.